# Joseph J. Murray
Pour les articles homonymes, voir Joseph Murray.
Joseph J. Murray, PhD, de son vrai nom Joseph Joe Murray, est un militant sourd au niveau mondial, né dans le Connecticut. Actuellement, il est le septième président de la Fédération mondiale des sourds depuis juillet 2019, dont il était consultant dans  le domaine des droits de l'homme et linguistiques depuis près vingt ans. Il est également professeur agrégé de langue des signes américaine et d’études sourdes à l’université Gallaudet, ainsi que co-rédacteur de l’ouvrage Deaf Gain: Raising the Stakes of Human Diversity (2014), avec Dirksen Bauman.

## Biographie

### Jeunesse et formation
Joseph Joe Murray est né sourd dans le Connecticut. Ses parents John et Carol sont ouvriers également sourds, originaires du Massachusetts. Il a une sœur ainée Stella. Son grand-père paternel étudiait à la Horace Mann School for the Deaf à Boston.
À l’âge de douze ans, il est le seul sourd dans sa classe au collège, où il voit deux autres sourds dans une classe séparée. Il est déjà militant, cofondateur et dirigeant du journal scolaire.
Il est admis à l’université du Nord-Est à Boston, mais, pour payer les trois semestres, il doit travailler trois emplois jour et nuit en tant qu’assistant de classe pour enfants autistes et enfants handicapés dans la journée et magasinier dans une société, la nuit. Il y crée le Northeastern University Deaf Club avec ses amis sourds dans le but de faire entrer les lycéens sourds à l’université. Il rencontre les formatrices Sue Philip, Barbara Jean « BJ » Wood et Marie Jean Philip (en). Arrivé au bout du troisième semestre, il obtient une bourse d'études.
Au cœur des années 1990, à dix-neuf ans, il est vice-président de la Massachusetts State Association of the Deaf. L’année suivante, il part à Washington pour participer en tant que membre à l’Education Staff of the Committee on Labor and Human Resources, présidée par le sénateur Edward M. Kennedy.
Après son séjour à Washington, il est le premier étudiant de l’université Northeastern à partir en Belgique et à Londres, en Angleterre, en compagnie d’un interprète en langue des signes américaine, pour étudier pendant un an. En Belgique, il rencontre des Sourds, avec qui il signe pour la première fois la langue des signes internationale dans le club « Madosa » à Anvers.
Il retourne à Washington et rentre à l’université Gallaudet, où il est rédacteur en chef de Buff and Blue, animateur de production télévisuelle et stagiaire à Deaf Mosaic avec un petit groupe d’étudiants de l’audiovisuel.
En 1995, il est vice-président de la section de jeunes de la Fédération mondiale des sourds. En 1999, il en est le président jusqu’en 2003.
En 2003, il est membre du Conseil de la Fédération mondiale des sourds, avant d’en être vice-président en 2015 et président en juillet 2019,.

### Deaf Gain
En 2014, les chercheurs Dirksen Bauman et Joseph J. Murray publient Deaf Gain: Raising the Stakes for Human Diversity. Ils y précisent leur préférence « gain de la surdité » (« deaf gain ») au lieu de la « perte de la surdité » (« deaf loss »). 

### Vie privée
En 1995, Joseph J. Murray rencontre la Suisse Claudia à la section de jeunes de la Fédération mondiale des sourds en Autriche, avec qui il part vivre et travailler à Norvège. Mariés, ils ont un fils Joshua, né aux États-Unis, et une fille Ella, née à Norvège. En famille, ils communiquent en langue des signes suisse allemand, ainsi qu’en langue des signes américaine pour ses parents et en langue des signes norvégienne,.

## Parcours dans la vie politicienne
- Vice-président de la section de jeunes de la Fédération mondiale des sourds : 1995-1999
- Président de la section de jeunes de la Fédération mondiale des sourds : 1999-2003
- Membre du Conseil de la Fédération mondiale des sourds : 2003-2015
- Vice-président de la Fédération mondiale des sourds : 2015-2019
- Président de la Fédération mondiale des sourds : depuis 2019